# Viola occulta
Viola occulta är en violväxtart som beskrevs av Johann Georg Christian Lehmann. Viola occulta ingår i släktet violer, och familjen violväxter. Inga underarter finns listade i Catalogue of Life.